# Festival BioBio Cine
El Festival Internacional BioBioCine o BioBioCine es un festival de cine realizado anualmente en la ciudad chilena de Concepción, en la Región del Biobío. Su primera versión se realizó en 2013 como respuesta a la inquietud de sus fundadores, quienes al provenir de las áreas de la realización, la gestión, la educación y el emprendimiento audiovisual, buscan construir un espacio para el desarrollo de la cinematografía desde la región del BioBio.
Durante sus diez ediciones, el Festival BioBioCine ha buscado ser un espacio de diálogo intercultural, social y artístico desde el cine, que permita el crecimiento de la industria y los públicos.
El Festival busca descubrir, apoyar e impulsar nuevas generaciones de talentos, a partir de la construcción de una plataforma que permite presentarlos como actores relevantes dentro del desarrollo de la identidad cultural y social, agrupando a productores, directores y entidades culturales nacionales e internacionales relevantes junto a instituciones ligadas a la formación de realizadores cinematográficos.
Los ganadores de cada categoría son galardonados con la estatuilla de un Tokikura, que representa el báculo de mando del líder mapuche en el tiempo de la guerra. Clava de piedra con forma de ave, forjada desde la tierra misma, que lo enviste de autoridad y poder para guiar al pueblo a la victoria.

## Competencias
| Edición | Año  | Largometraje Ficción                                 | Largometraje Documental                                                               | Cortometraje Documental de Escuela                      | Cortometraje Ficción de Escuela                          |
| ------- | ---- | ---------------------------------------------------- | ------------------------------------------------------------------------------------- | ------------------------------------------------------- | -------------------------------------------------------- |
| 1.ª     | 2013 | FOGO · Canadá/ · México Dirigida por Yulene Olaizola | Emociones Clandestinas: Mi nuevo estilo de baile · Chile Dirigida por Pablo Berthelon | La Visita del Cangrejo · Chile Dirigida por Pelayo Lira |                                                          |
| 2.ª     | 2014 | Carne de perro · Chile Dirigida por Fernando Guzzoni | La última estación · Chile Dirigida por Cristian Soto y Catalina Vergara              | La Parka · México Dirigida por Gabriel Sierra           | The mass of men Reino Unido Dirigida por Gabriel Gauchet |
| 3.ª     | 2015 | La Salada Argentina Dirigida por Juan Martín Hsu     | Escapes de gas · Chile Dirigida por Bruno Salas                                       | Silvia · Chile Dirigida por Leonardo Cabezas            | Los Inocentes · Alemania Dirigida por Oskar Sulowski     |

| Edición | Año  | Largometraje Ficción                                                         | Largometraje Documental                                | Cortometraje Ficción                              | Cortometraje Documental                                                   |
| ------- | ---- | ---------------------------------------------------------------------------- | ------------------------------------------------------ | ------------------------------------------------- | ------------------------------------------------------------------------- |
| 4.ª     | 2016 | Climas · Perú Dirigida por Enrica Pérez                                      | Atrapados en Japón · Chile Dirigida por Vivianne Barry | Aguas abajo · Chile Dirigida por Nicolás Tabilo   | Keeping Balance · Alemania Dirigida por Bernhard Wenger                   |
| 5.ª     | 2017 | El fumigador · Chile/ Argentina Dirigida por Vinko Tomicic y Francisco Hevia | Ama San Portugal Dirigida por Claudia Varej⁠⁠⁠ão          | Adaptación · Polonia Dirigida por Bartosz Kruhlik | Digital Inmigrants · Suiza Dirigida por Dennis Staufer y Norbert Kottmann |

| Edición | Año  | Largometraje Ficción                            | Largometraje Documental                             | Cortometraje Ficción                             |
| ------- | ---- | ----------------------------------------------- | --------------------------------------------------- | ------------------------------------------------ |
| 6.ª     | 2018 | Rey · Chile/ Francia Dirigida por Niles Atallah | En Tránsito · Chile Dirigida por Constanza Gallardo | Paula · Uruguay Dirigida por Juan Ignacio Enciso |

En la octava versión del festival, realizada en el año 2020, no contó con competencia debido a las consecuencias de la Pandemia de COVID-19. Tal edición solo se programó el foco: “Cine para resistir”, cuyo propósito fue realizar conversaciones con los realizadores, realizadoras y los espectadores en línea.
| Edición | Año  | Largometraje Internacional                                      | Cortometraje Internacional                                     |
| ------- | ---- | --------------------------------------------------------------- | -------------------------------------------------------------- |
| 7.ª     | 2019 | Los sueños del castillo · Chile Dirigida por René Ballesteros   | Rapaz · Chile Dirigida por Felipe Gálvez                       |
| 9.ª     | 2021 | Objetos Rebeldes · Costa Rica Dirigida por Carolina Arias Ortiz | Fuego · Chile Dirigida por Ignacio Pavez                       |
| 10.ª    | 2022 | Husek Argentina Dirigida por Daniela Seggiaro                   | Cielo de agosto · Brasil/ Islandia Dirigida por Jasmin Tenucci |

## Hecho en Biobio
Selección oficial realizada desde la cuarta edición del festival (2016) que exhibe cinematografía desarrollada en la Región del Biobío un territorio diverso, fronterizo y en constante conflicto.
Año a año, el público asistente premia a su película favorita de la selección.
| 2016 Premio del público - Adventum – Carlos Vergara - Ancestros – Lorenzo de la Maza. - Curarrehue, Cantatas y Sopaipillas – Ángela Jarpa. - Las horas y los siglos – Nelson Oyarzúa                                                     |
| 2017 Premio del público - Mar de árboles – Matías Vásquez - Hombres de la niebla – Lorenzo De La Maza. - 96 Días – Ana Coloma. - Un año después según mi tata – Aurora Montero                                                           |
| 2018 Premio del público - Un cuarto para las tres – Adrian Sobarzo. - En el útero – Marco Tillería . - El mundo de Miguel – Javiera Chávez Pinochet. - Mejillas color naranja – Daniela Herrera Palma.                                   |
| 2019 Premio del público - Aguas color violeta – Juan Pablo Quiroz - El amanecer de los antiguos – Raúl Venegas. - Historias de esquina – Carmina Cisterna. - La flor de azafrán – Paulina Oportus Garrido                                |
| 2021 Premio del público - - A 18 millas náuticas – Yineza Hernández. - El silencio de las estatuas – Pablo González. - Pewun Mapu Kimün – Rodrigo Romero. - Juan el pescador – Freddy Rojas.                                             |
| 2022 Premio del público - La lluvia hará que las flores crezcan – Catalina Retamal Espinoza - Paradigma de un filicida – Sebastián Barros Cárdenas. - La memoria viva – Valentina Durán. - Un año después según mi tata – Aurora Montero |